# Syunik (comune)
Syunik (in armeno Սյունիք) è un comune di 1 294 abitanti (2010) della Provincia di Syunik in Armenia.